# Csulak Elemér
Csulak Elemér (Budapest, 1887. február 5. – Veszprém, 1958. június 23.) festő és grafikus, pénzügyminisztériumi tisztviselő, pénzügyi szakíró.

## Életútja
Csulak Lajos vámhivatalnok és Jakabházi Róza fiaként született. Középiskolai tanulmányainak elvégzése után a budapesti tudományegyetemen 1910-ben jogi doktorátust szerzett. 1912. január 10-én Budapesten feleségül vette Nagy Emíliát. Előbb mint ügyvédjelölt működött majd a VI. kerületi adófelügyelőség fogalmazógyakornokaként kezdte meg állami szolgálatát. Az első világháború alatti szolgálatainak elismeréséül a III. osztályú polgári hadi érdemkereszttel tüntették ki. 1922-ben a pénzügyminisztériumban nyert beosztást és 1928-ban miniszteri osztálytanácsossá nevezték ki, 1936-ban az egyenes adókivetési főosztály vezetője lett. Értékes szakirodalmi működést fejtett ki, a TÉBE kiadásában megjelent adókódex szerkesztésében is részt vett. Az Uj Idők Lexikonának is munkatársa volt.
Festőművészettel is foglalkozott, a rézkarcolást Baranski E. Lászlótól tanulta, 1914-től műveit kiállította a Műcsarnokban és a Nemzeti Szalonban. Számos társadalmi és kulturális egyesület tagja volt.
Halálát égési sérülések és agyvérzés okozta.

## Önálló művei
- Az új adótörvények (1920)
- A forgalmi adó kézikönyve (1921)
- Jövedelem és vagyonadó (1925-27)
- Magyar pénzügyi jog (1930)